# Tákis Theodorópoulos
Tákis Theodorópoulos (grec moderne : Τάκης Θεοδωρόπουλος, né en 1954 à Athènes) est un écrivain grec  et l’un des chefs de file de la nouvelle génération des romanciers grecs.

## Biographie
De 1972 à 1981, il étudie à Paris la littérature comparée, le théâtre, l'anthropologie et la culture gréco-romaine. Il collabore avec Libération comme journaliste culturel.
Tákis Theodorópoulos a publié en grec une dizaine de romans et une pièce de théâtre. Son écriture s’inspire d’une solide culture antique qui est le sujet du Paysage absolu ainsi que des Sept Vies des chats d’Athènes, du Roman de Xénophon, et de L’Invention de la Vénus de Milo. 
Il dirige par ailleurs les collections de littérature étrangère chez différents éditeurs, dont les éditions Kastaniotis. Il est également le président du Centre national du livre de Grèce de 2010 à 2011. Éditeur chez Okéanida à Athènes, il écrit par ailleurs des chroniques pour le journal Ta Néa puis I Kathimeriní.
En 2004, il a reçu le prix de l'Académie française pour le rayonnement de la langue et de la littérature française.
En 2016, il suscite la controverse à la suite d'articles publiés dans le journal I Kathimeriní, qualifiés par certains de racistes, en particulier envers l'artiste chinois Ai Weiwei,,.

## Œuvres traduites en français
- Le Paysage absolu, Actes Sud, 1992 (ISBN 978-2-86869-897-1)
- Les Sept Vies des chats d’Athènes, Éditions Sabine Wespieser, 2004 (ISBN 978-2-84805-014-0)
- Le Roman de Xénophon, Éditions Sabine Wespieser, 2005, 344 p. (ISBN 978-2-84805-038-6)
- L’Invention de la Vénus de Milo, Paris, Éditions Sabine Wespieser, 2008, 216 p. (ISBN 978-2-84805-064-5)
- La Chute de Narcisse, Actes Sud, 1995, 225 p. (ISBN 978-2-7427-0322-7)
- La Folie de Midi, Genève, Éditions Métropolis, 2003 (ISBN 978-2-88340-134-1)
- Nous sommes tous des Gréco-Latins, Flammarion, 2005 (ISBN 978-2-08-068904-7)
- Le va-nu-pieds des nuages : roman, Paris, Éditions Sabine Wespieser, 2012, 373 p. (ISBN 978-2-84805-104-8)